# Deneschkin Kamen Sapowednik
Deneschkin kamen sapowednik (russisch Денежкин камень заповедник, wiss. Transliteration Denežkin kamen' zapovednik, auch: Denezhkin Kamen Nature Reserve, Denezhkin Kamen) ist ein russisches Sapowednik (Schutzgebiet mit besonderem rechtlichen Status) im Umfeld des Deneschkin Kamen (Deneschkin Steinberg) am Osthang des zentralen UralGebirges. Der Berg ist einer der höchsten Gipfel im Ural mit 1492 m; ein großer Teil des Reservats besteht aus West-Sibirischer Taiga und Tundra. Deneschkin Kamen ist das einzige Naturreservat im Ostabfall des Ural und dessen Wassereinzugsgebiet. Es schützt relativ ursprüngliche Waldgebiete. Es gibt Urwälder, keine Siedlungen und keine Rodungsschneisen. Das Reservat liegt ca. 400 km nördlich von Jekaterinburg, im Distrikt von Sewerouralsk im Norden des Oblast Swerdlowsk.

## Geographie
Deneschkin Kamen ist etwa zur Hälfte blanker Stein (Schiefer und Syenite-Gneiss); ein Viertel ist bewaldet und das andere Viertel ist Buschland. Am Berg entspringen Quellbäche der Soswa (Reka Shegul'tan), welche durch die Tawda, und den Ob schließlich in die Karasee im Norden entwässert. Das Reservat erstreckt sich teilweise entlang der Grenze der Region Perm auf dem Ostabfall des Urals mit einer Öffnung zum Westsibirischen Tiefland und nordsüdlich entlang des Hauptkammes des Urals. Damit markiert es die Grenze zwischen Europa im Westen und Asien im Osten.

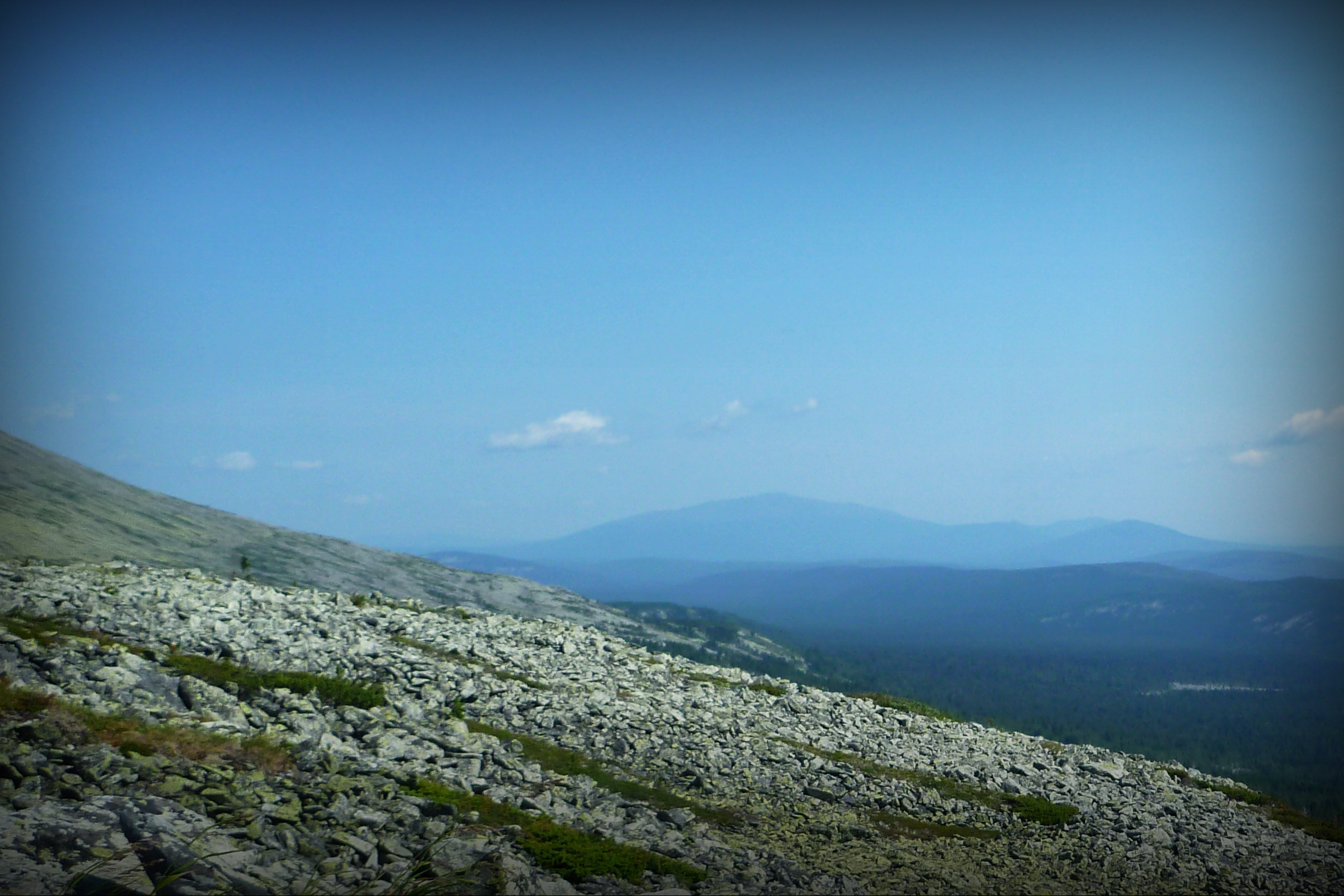
Deneschkin Kamen von einem Aussichtspunkt auf 981 m Höhe.

## Klima und Ökoregion
Das Deneschkin Kamen-Schutzgebiet liegt im Bereich der Ökoregion der West Siberian taiga (Westsibirische Taiga), welche sich von dem Westsibirischen Tiefland über den Ural bis zum Jenissei im Zentralsiberischen Plateau erstreckt. Die gesamte Region zeichnet sich aus durch unüberschaubar große Boreale Nadelwälder sowie weite Feuchtgebiete mit Mooren und Sümpfen.
Das Klimate ist ein Humides Kontinentalklima mit kühlem Sommer, nach dem Köppen-Geiger-System ein Subartic Climate (Dfc). Milde Sommer mit nur 1–3 Monaten über 10 °C und kalte, schneereiche Winter wechseln sich ab. Im Gebiet des Reservats beträgt die durchschnittliche Temperatur im Januar −20,3 °C und im Juli 12,9 °C.

## Flora und Fauna
Es gibt drei Höhenstufen mit verschiedenen Pflanzengemeinschaften: Nord-Taiga, Subalpin (750–850 m) und pflanzenarme Gebirgsstufe (über 1.000–1.200 meters). Unterhalb der kahlen Gebirgsstufe, finden sich Wälder, wie sie typisch für die West-Siberische Nördliche Taiga sind: 38 % dunkler Fichten-Kiefern-Tannen-Wälder, 12 % Kiefernwälder (in den östlichen und südlichen Teilen des Reservats), sowie 35 % Mischwald. Im Unterholz wachsen unter anderem Mehlbeeren-Gewächse und Himbeeren.
Aufgrund seiner Lage an der Grenze zwischen der West- und Ostseite des Urals kommen Tierarten aus beiden Artengemeinschaften vor. So sind beispielsweise sowohl Marder als auch Zobel anzutreffen. Elch und Rothirsch waren früher häufig. Die Bestände sind aber aufgrund starker Wilderei weit zurückgegangen. 1994 wurden erstmals wieder Biber beobachtet. Man hat insgesamt 37 Säugetierarten nachgewiesen. Das Gebiet ist auch ein international wichtiges Rückzugsgebiet für Vögel; man hat 140 Vogelarten gezählt und 111 davon nistend angetroffen. Davon stehen 10 Arten in der russischen Roten Liste gefährdeter Arten, unter anderem die Zwerggans (Anser erythropus) und der Rotfußfalke (Falco vespertinus).

## Umwelterziehung, Zugang
Als streng geschütztes Naturreservat ist das Deneschkin Kamen Sapowednik generell für Besucher gesperrt, wobei Wissenschaftler und Personen mit dem Ziel der Umwelterziehung Besuche mit der Parkverwaltung vereinbaren können. Es gibt auch zwei Ökotourismus-Routen, die in das Reservat führen. Diese Strecken sind öffentlich zugänglich, aber es müssen im Voraus Zugangsberechtigungen erworben werden. Eine der Routen beinhaltet eine Rafting-Exkursion auf der Soswa, die andere ist ein 20 km langer Wanderweg zum Gipfel des Hauptkammes des Urals. Das Management weist ausdrücklich darauf hin, dass  viele Karten in Bezug auf die Begrenzungen des Schutzgebietes ungenau sind und Touristen, die unerlaubt das Gebiet betreten, Strafen zahlen müssen. Offizielle Karten sind auf der Homepage zugänglich. Die Verwaltung befindet sich im nahegelegenen Sewerouralsk.